# Congrés Nacional de Palau
El Congrés Nacional de Palau (palauès: Olbiil Era Kelulau (lit. ‘Casa de les decisions xiuxiuejades’), abreujat OEK) és el congrés bicameral de la República de Palau.
Està format per la Cambra de Delegats i el Senat, que es troben al complex del capitoli, a Ngerulmud (la capital de Palau). La Cambra de Delegats (la cambra baixa) i el Senat disposen de 16 i 13 membres respectivament, cadascun dels quals s'adscriu a un mandat de quatre anys en circumscripcions unipersonals. Els 16 membres de la Cambra de Delegats representen cadascun dels 16 estats que conformen Palau, mentre que els senadors representen la població.
Com que a Palau no hi ha partits polítics, tots els representants del Congrés són candidats independents.
El Senat disposa d'un president, un vicepresident, un dirigent i un diputat per a cada comitè. En canvi, la Cambra de Delegats té un portaveu, un viceportaveu, un dirigent i un diputat per a cada comitè. En cada cambra es formen coalicions per a obtenir la majoria i poder presidir-la; per a aquest propòsit cal comptar amb almenys dos terços dels membres electes de la cambra en qüestió.
El Congrés va celebrar les primeres eleccions el 1980, gràcies a l'aprovació de la Constitució de Palau. El 1988, es van elegir 30 diputats per al Congrés. El 1992, es van mantenir 14 escons al Senat. El 1996, per segona vegada en la història va entrar una dona a la cambra, i es van elegir 14 senadors i 16 membres delegats. El 2000, solament es van omplir 25 escons en total. El 2004, es va dictar el límit de tres legislatures per als càrrecs del Congrés. A partir del 2008, es trien 13 senadors i 16 membres de la Cambra de Delegats. El 2024, hi ha programades eleccions al Congrés.
Juntament amb el Govern, el Congrés Nacional de Palau sosté el poder legislatiu de l'Estat. Com a tal, té la potestat d'aprovar o aturar una declaració d'emergència.
Al Congrés Nacional se situa la Biblioteca del Congrés de Palau, fundada el 18 d'agost de 1981.

## Legislatures
- 1a: 1981-1984[7]
- 2a: 1985-1988[7]
- 3a: 1989-1992[7]
- 4a: 1993-1996[7]
- 5a: 1997-2000[7]
- 6a: 2001-2004[7]
- 7a: 2005-2008[7]
- 8a: 2009-2012
- 9a: 2013-2016
- 10a: 2017-2020
- 11a: 2021-2024